# قسم أختاتشي محالي الريفي (مقاطعة بوكان)
قسم أختاتشي محالي الريفي (بالفارسية: دهستان آختاچی محالی) هي منطقة سكنية تقع في إيران في ناحية سيمينه. يقدر عدد سكانها بـ 10,516 نسمة .